# كوتشار (نصرت أباد)
کوتشار (بالفارسية: کوچار) هي قرية تقع في إيران في Nosratabad Rural District. يقدر عدد سكانها بـ 552 نسمة .